# Parasphaerolaimus paradoxus
Parasphaerolaimus paradoxus är en rundmaskart. Parasphaerolaimus paradoxus ingår i släktet Parasphaerolaimus, och familjen Sphaerolaimidae. Artens status i Sverige är: .